# علی‌آباد (خلخال)
علی‌آباد روستایی است که در استان اردبیل، شهرستان خلخال، بخش مرکزی، دهستان خانندبیل شرقی قرار دارد.

## جمعیت
بر اساس سرشماری سال ۱۳۸۵ جمعیت این روستا ۱۳۳۰ نفر با ۲۶۶ خانوار بوده‌است.